# Орлов, Николай Васильевич (учёный)
Николай Васильевич Орлов — советский хозяйственный, государственный и политический деятель, профессор.

## Биография
Родился в 1907 году в Санкт-Петербурге. Член КПСС с 1938 года.
Выпускник экономического отделения Ленинградского политехнического института им. Калинина 1929 года. С 1929 года — на хозяйственной, общественной и политической работе. В 1929—1985 гг. — на ответственных должностях в советской экономической науке.
В годы Великой Отечественной войны был директором Ленинградского финансово-экономического института. В марте 1942 года по его приказу 457 человек из числа преподавателей и студентов были эвакуированы из блокадного Ленинграда.
С 1943 по 1947 год работал в США, был членом закупочной комиссии по ленд-лизу. С 1947 года был директором Всесоюзного ордена Трудового Красного Знамени научно-исследовательского конъюнктурного института, член коллегии Министерства внешней торговли СССР (1947—1985).
Умер в Москве в 1985 году.

## Публикации
- Орлов Н. В. и Александров А. М. Финансы капиталистических государств/ Упр. учеб. заведениями НКФ СССР рекомендовано в качестве учеб. пособия для фин.-экон. ин-тов М.: Госфиниздат, 1938—396 с

## Награды
- орден Ленина
- орден Октябрьской Революции
- орден Трудового Красного Знамени (3)
- орден Дружбы народов
- орден «Знак Почёта»